# Върколакът от Париж
„Върколакът от Париж“ (на английски: The Werewolf of Paris) е роман на американския писател Гай Ендор. Романът следва премеждията на върколака Бертран Кайе по време на бурните дни на Френско-пруската война (19 юли 1870 – 10 май 1871) и Парижката комуна (18 март - 28 май 1871). При публикацията си книгата става №1 в списъка на бестселъри на „Ню Йорк Таймс“.